# پارادکا
پارادکا (به لاتین: Paradeka) یک منطقهٔ مسکونی در سری‌لانکا است که در استان مرکزی (سری‌لانکا) واقع شده‌است.